# Roger Van Mullem
Roger Van Mullem est un comédien et producteur de cinéma français né le 14 juillet 1914 à Roubaix dans le Nord et mort le 12 février 1984 à Wasquehal.
Il œuvra beaucoup pour le théâtre dans le Nord-Pas-de-Calais, à la fois dans la mise en scène et en tant qu'acteur. Il apparut ensuite dans divers films ou téléfilms pour l'ORTF et créera avec Colette Fleury la société de production Maintenon Films qui produira de nombreux films et téléfilms.

## Débuts sur les planches du collège
C'est au collège Notre-Dame des Victoires de Roubaix que la passion du théâtre vient à Roger Van Mullem, grâce à l'un de ses professeurs. Avec d'autres élèves, ils mettent chaque année en scène des pièces de théâtre comme Cyrano de Bergerac d'Edmond Rostand. Ainsi Roger Van Mullem se sent de plus en plus à l'aise sur scène... et en coulisses.
Puis vient le temps de la guerre et c'est là l'occasion pour lui de jouer avec ses amis pour les prisonniers de guerre. C'est alors le Théâtre au service des Stalags, jusqu'en 1944.

## La Compagnie du Lion des Flandres
À la fin de la guerre, Roger Van Mullem crée la Compagnie du Lion des Flandres avec laquelle il monte de plus en plus de pièces. Il réalise son rêve en montant Cyrano de Bergerac, à une autre échelle qu'au collège : au Grand Théâtre de Tourcoing, au Colisée de Roubaix, au Sébastopol de Lille. Durant cette période, Pierre Dux, patron de la Comédie-Française, viendra lui-même jouer et mettre en scène quelques pièces, accompagné de quelques grands noms parisiens (Mony Dalmès, Camille Perret...). Ce sont alors de grands classiques du théâtre qui sont montés : L'Aiglon, Le Misanthrope, Madame Sans Gêne, Hamlet, Le Bal du lieutenant Helt, etc.
Puis la troupe se met en route pour le Luxembourg où, tous les quinze jours, elle joue en direct pour Radio Télévision Luxembourg. On retrouve les fidèles de la compagnie : Claude Talpaert, Jenny Clève, Henri Nassiet et Colette Fleury, avec laquelle il entrera ensuite dans le monde de la production cinématographique en fondant la Maintenon Films.

## Maintenon Films
C'est donc avec Colette Fleury qu'il créera leur société de production : La Maintenon Films, qui produira un film et de nombreuses séries télévisées  et téléfilms, dans les années 1960 et 70. 
Leur premier film fut Soupe aux poulets.
Leur renommée se fait ensuite avec la collaboration de Jean Tourane et le célèbre Saturnin. 
Viennent ensuite un grand nombre de feuilletons et séries télévisées.
Roger Van Mullem est décédé le 12 février 1984. Il repose à Sailly-lez-Lannoy dans le Nord.

## Du petit au grand écran
Mais Roger Van Mullem garde un pied devant les caméras puisque, pendant ce temps, il tient quelques rôles pour la télévision, notamment sous la direction de Gilbert Pineau : La Première Légion (1963), Les Armes de la nuit (1964), Un inspecteur vous demande (1964), mais aussi L'Âge heureux réalisé par Philippe Agostini en 1966.

## Filmographie
- 1949 : Mademoiselle de La Ferté de Roger Dallier et Georges Lacombe
- 1949 : La Cage aux filles de Maurice Cloche
- 1950 : Né de père inconnu de Maurice Cloche
- 1952 : Rayés des vivants de Maurice Cloche
- 1961 : La Ligne droite de Jacques Gaillard
- 1961 : Le Miracle des loups d'André Hunebelle, avec Jean Marais
- 1961 : Amélie ou le Temps d'aimer de Michel Drach
- 1965 : Le Ciel sur la tête d'Yves Ciampi - L'amiral